# Martin Hebner
Martin Hebner (Frankfurt am Main, 10 de novembro de 1959 – Dießen, 7 de julho de 2021) foi um político alemão. Tornou-se membro do Bundestag após as eleições federais alemãs de 2017, representando a Alternativa para a Alemanha (AfD). Permaneceu no cargo até 7 de julho de 2021, quando morreu devido a um tumor cerebral.